# Evangelische Kirche Burgen (bei Bernkastel-Kues)

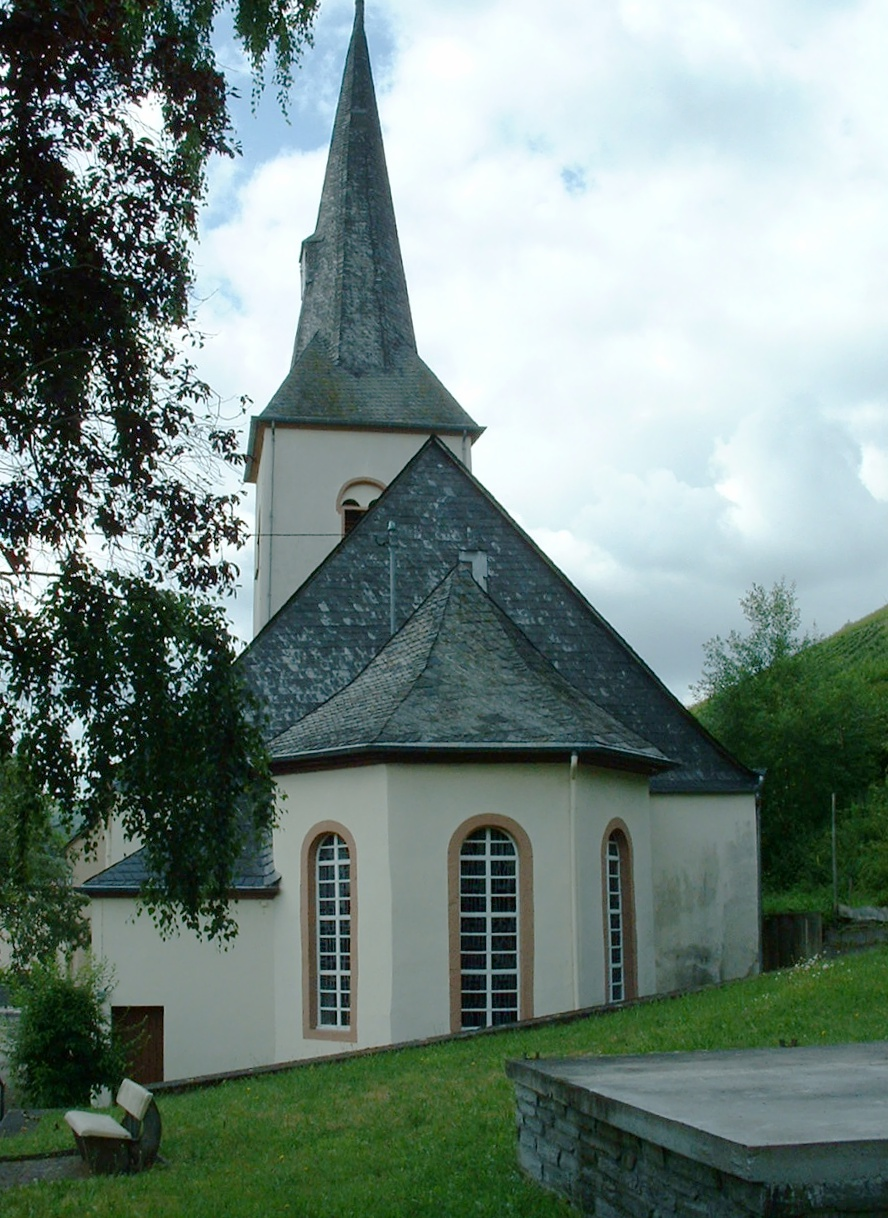
Außenansicht

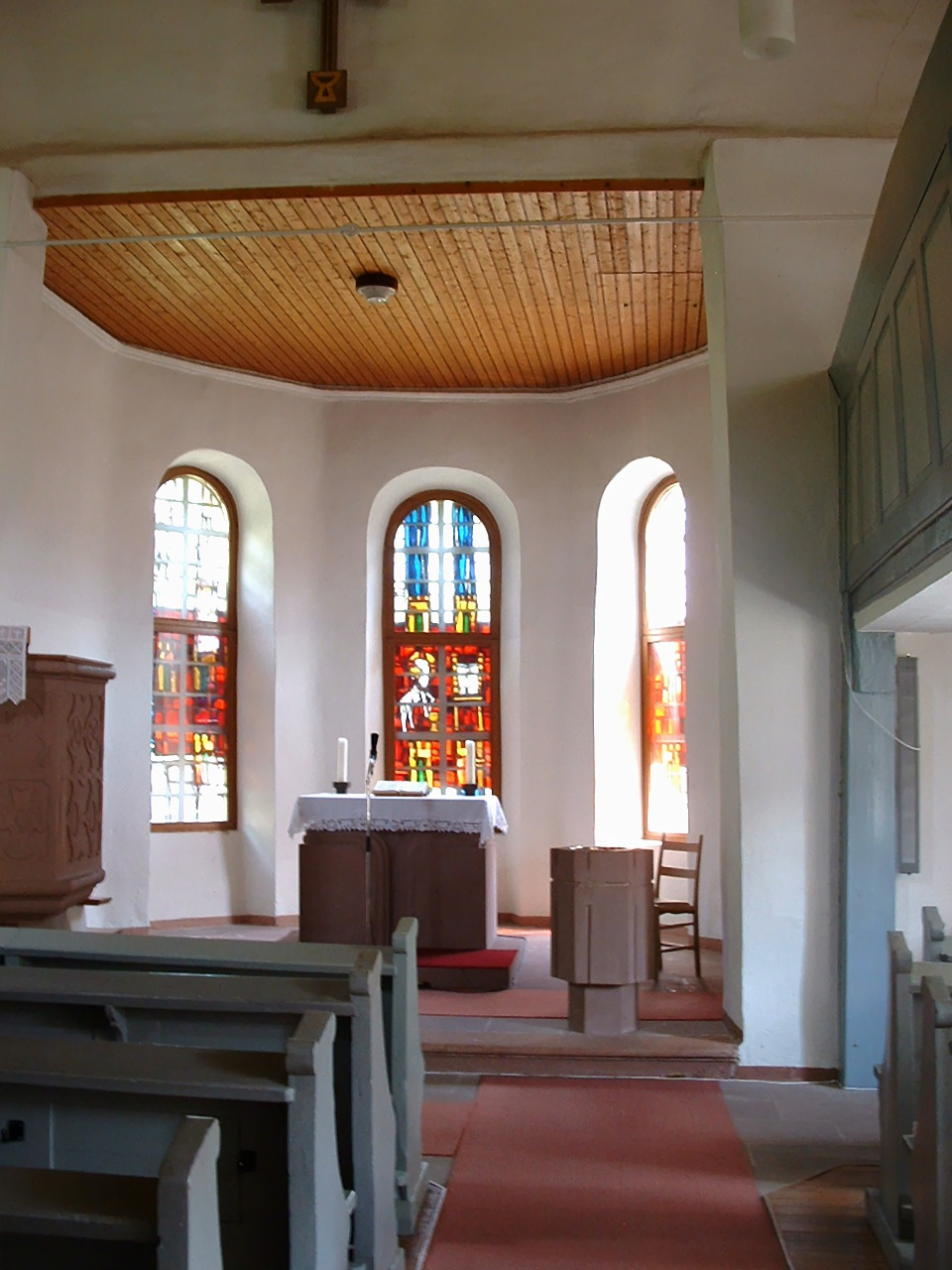
Innenansicht

Die Evangelische Kirche Burgen ist ein Kirchengebäude im Ort Burgen im Landkreis Bernkastel-Wittlich, Rheinland-Pfalz. Sie ist eine von drei Kirchen der Evangelischen Kirchengemeinde Veldenz, die zum Kirchenkreis Trier der Rheinischen Landeskirche gehört.

## Geschichte
Die Kirche stand vor der Reformation unter dem Patrozinium des Evangelisten Markus und war eine Filiale von Veldenz. In der Reformationszeit wurde die Kirche evangelisch, zu Beginn des Dreißigjährigen Kriegs wurde sie zur Simultankirche, und zwar für den evangelischen Teil als Filialkirche von Veldenz und für den katholischen Teil als Filialkirche von Dusemond (heute Brauneberg). Das  Simultaneum wurde am Ende des 19. Jahrhunderts aufgelöst, indem sich die Katholiken eine neue Kirche bauten.

## Architektur uns Ausstattung

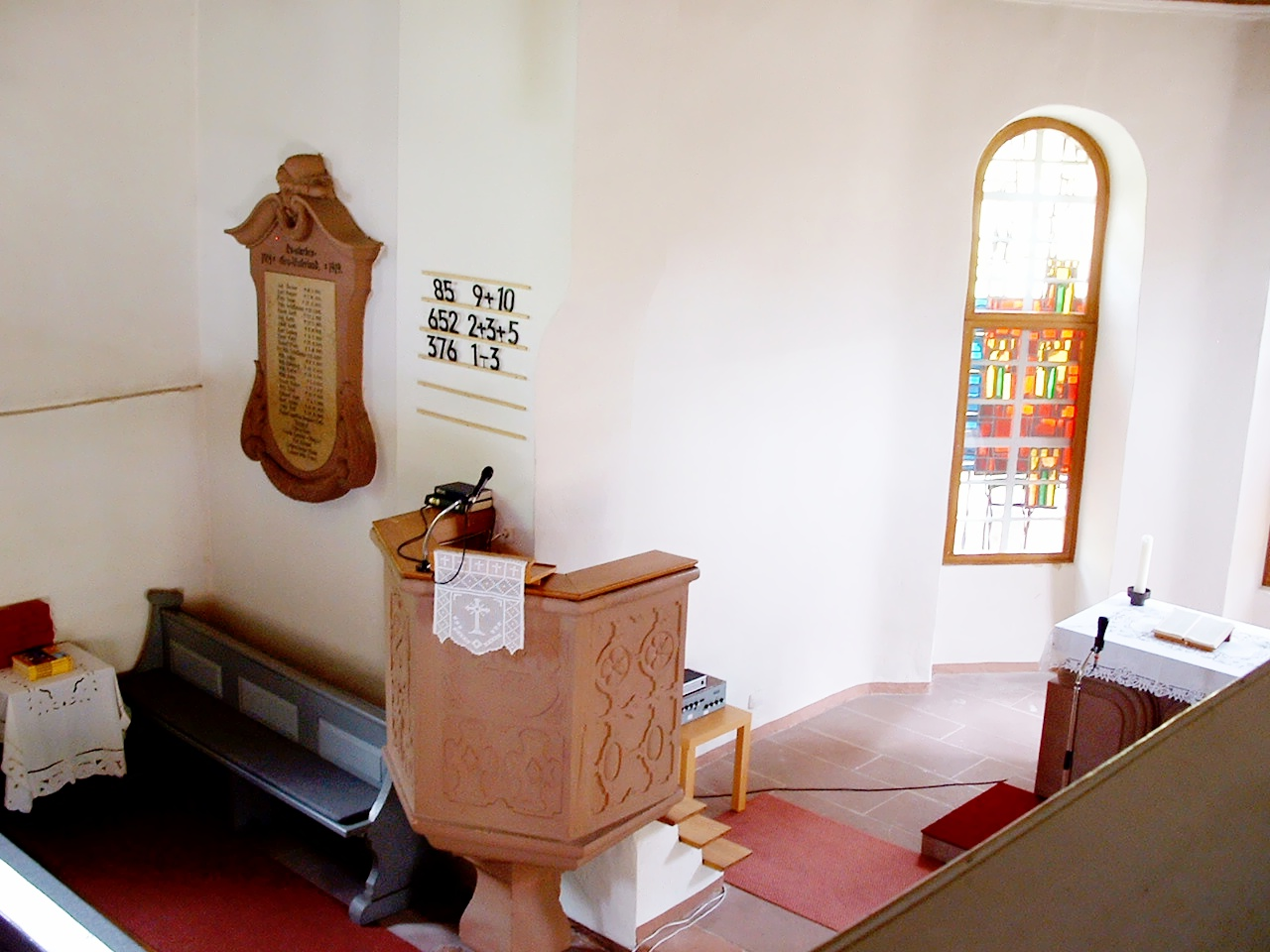
Kanzel

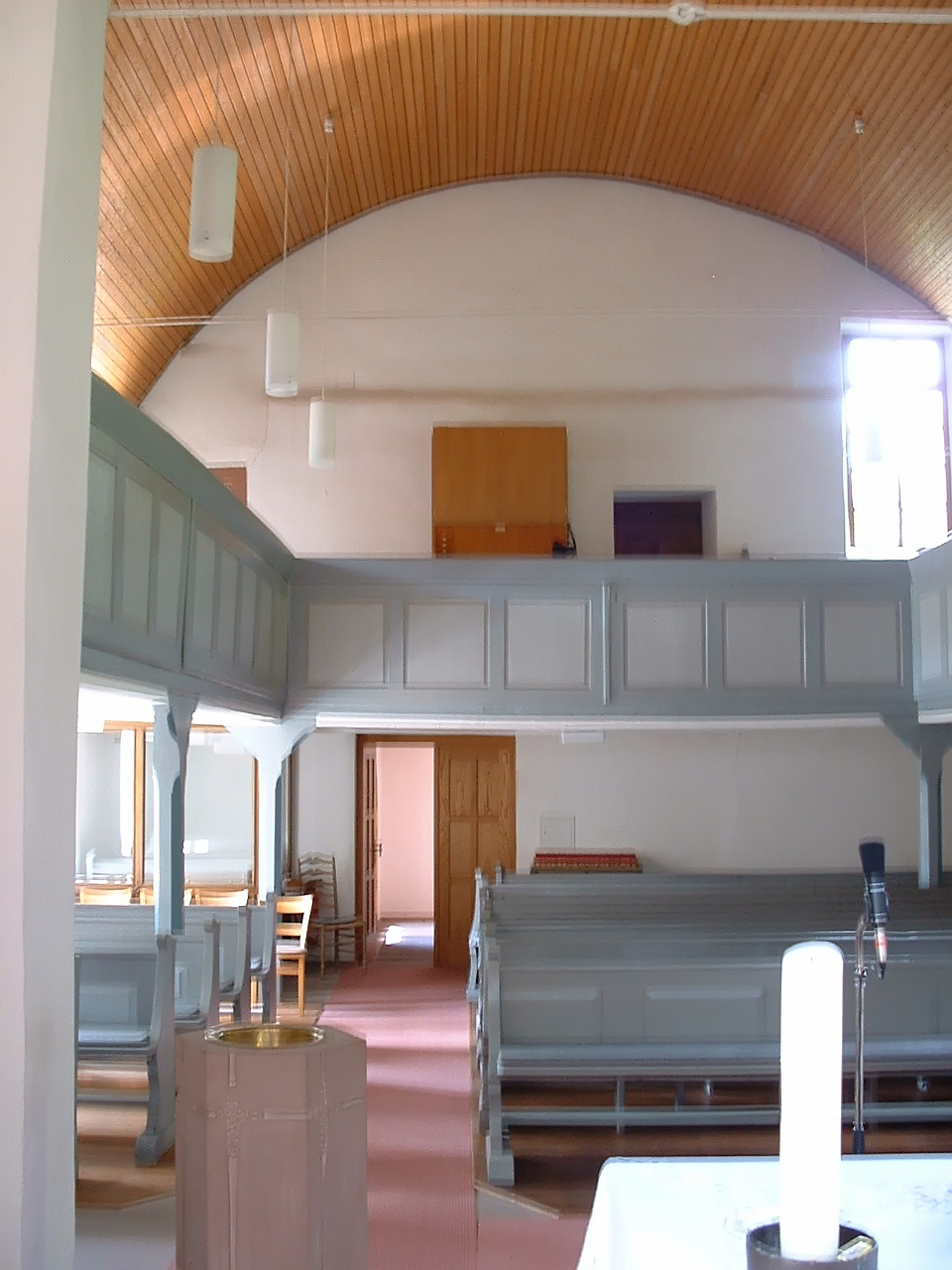
Empore

Die Kirche ist ein verputzter Bruchsteinbau mit 14,50 m Länge, 9,20 m Breite und 5 m Höhe im Kircheninneren. Das Kirchenschiff mit rundbogiger Holzdecke wurde 1716 in der gleichen Größe wie der Vorgängerbau erbaut. Der etwas ältere flachgedeckte Chor stammt wohl aus dem Ende des 17. Jahrhunderts. Die Kirche besitzt eine steinerne Renaissance-Kanzel von 1682 mit beachtlichen Reliefverzierungen im Stil von Metallkartuschen, einer Rosette und zwei grotesken Masken.

## Turm
Die Kirche besitzt einen romanischen Westturm mit Schallarkaden aus dem 11. Jahrhundert mit eingebauten römischen Ziegeln auf der ursprünglichen Anlage eines fränkischen Wehrturms. Der Turm ist quadratisch mit einer Kantenlänge von 3,5 m. 1880 erhielt der Turm einen achteckigen spitzen Turmhelm.

## Nutzung
Die Kirche ist eine von drei Kirchen der evangelischen Kirchengemeinde Veldenz. Derzeit (2015) findet in der Kirchengemeinde regelmäßig ein Sonntagsgottesdienst statt. Dieser wechselt im Turnus zwischen der Kirche in Burgen, der  Evangelischen Kirche Veldenz und der Evangelischen Kirche Gornhausen, sodass in Burgen etwa jede dritte Woche ein Gottesdienst stattfindet. Seit 2011 ist die Kirchengemeinde Veldenz mit der Kirchengemeinde Mülheim an der Mosel pfarramtlich verbunden.